# Alex Webster
Alex Webster (Akron, 25 ottobre 1969) è un bassista statunitense.
È uno dei due membri appartenenti alla formazione originale della band death metal Cannibal Corpse, insieme al batterista Paul Mazurkiewicz.

## Biografia
Nel 1987 quando Webster suonava nella band Beyond Death, con l'ex chitarrista dei Cannibal Corpse Jack Owen, incontrò Chris Barnes, Bob Rusay e Paul Mazurkiewicz, che erano nella band Tirant Sin. È stato Alex a decidere il nome della band, Cannibal Corpse. In una intervista disse che pensava fosse un nome molto accattivante per un gruppo. Ha un'ottima reputazione riguardo alle sue relazioni con i fan, rispondendo spesso alle domande e tenendo in considerazione le loro opinioni, anche rispondendo alle discussioni sul forum della band.
Alex è anche il nuovo bassista della band death metal di Erik Rutan, gli Hate Eternal. Erik ha prodotto l'album Kill dei Cannibal Corpse. Alex è anche stato scelto per suonare il basso nel nuovo progetto extreme metal di Ron Jarzombek, Blotted Science. Nel 2014 ha suonato nell'omonimo album dei Conquering Dystopia, con Jeff Loomis e Keith Merrow alle chitarre.

## Abilità
Oltre a suonare il basso, Alex contribuisce alla stesura dei testi e delle musiche in svariate occasioni. Alcuni esempi sono "Fucked with a Knife," "Puncture Wound Massacre," "I Will Kill You," "Devoured by Vermin," "Unleashing the Bloodthirsty" e "Murder Worship" solo per nominarne alcuni.

## Strumentazione
Alex attualmente usa un Modulus quantam 5 e bassi Spector di cui ha un suo signature , corde DR, pickup EMG e amplificatori Ampeg. Recentemente è passato a SWR. Ha anche usato un Fender P-bass 1987 bianco negli album "Eaten Back to Life" e "Butchered At Birth" e un Ibanez Sabre sull'album "Tomb of the Mutilated" e "The Bleeding". Per quanto riguarda gli effetti, Alex utilizza una Radial Bassbone DI per il canale pulito, un compressore Seymour Duncan e un Darkglass Microtubes B7k Ultra per il canale distorto.

## Discografia

### Con i Cannibal Corpse
- 1989 – Cannibal Corpse (EP)
- 1990 – Eaten Back to Life
- 1991 – Butchered at Birth
- 1992 – Tomb of the Mutilated
- 1993 – Hammer Smashed Face (EP)
- 1994 – The Bleeding
- 1996 – Vile
- 1998 – Gallery of Suicide
- 1999 – Bloodthirst
- 2002 – Sacrifice/Confessions (EP)
- 2000 – Live Cannibalism (album dal vivo)
- 2002 – Gore Obsessed
- 2002 – Worm Infested (EP)
- 2004 – The Wretched Spawn
- 2004 – Metal Blade Records: 20th Anniversary Party (split con Armored Saint, Lizzy Borden, Vehemence, Cattle Decapitation, Engine)
- 2006 – Kill
- 2009 – Evisceration Plague
- 2011 – Global Evisceration (album dal vivo)
- 2012 – Torture
- 2013 – Torturing and Eviscerating Live (album dal vivo)
- 2014 – A Skeletal Domain
- 2017 – Red Before Black
- 2021 – Violence Unimagined
- 2023 - Chaos Horrific

### Con i Blotted Science
- 2007 – The Machinations of Dementia
- 2011 – The Animation of Entomology (EP)

### Altri
- 1987 - Beyond Death - A Slice of Death (demo)
- 1988 - Beyond Death - Yuk Fou (demo)
- 1996 - Alas - Engulfed in Grief (demo)
- 1997 - Hate Eternal - Promo '97 (demo)
- 1998 - Alas - Engulfed in Grief / Promo '97 (split)
- 2008 - Hate Eternal - Fury & Flames
- 2009 - Tiwanaku - Today in Battle (singolo)
- 2014 - Conquering Dystopia - Conquering Dystopia
- 2019 - Ron Jarzombek - Frenetically Inconsistent Velocities Entwined (singolo)

### Collaborazioni
- 1994 - Half Dead - Sadistic Pleasures of Murder (Demo)	(basso nel brano 1, 4)
- 1996 - Transmetal - El llamado de la hembra (basso nel brano "Killers")
- 2006 - Unmerciful - Unmercifully Beaten	(basso nel brano 6)
- 2013 - Jeff Hughell - Chaos Labyrinth (basso solista nel brano "Chaos Labyrinth")
- 2014 - Nader Sadek - The Malefic: Chapter III (EP; basso nel brano "Deformation By Incision")